# Naniwa (1885)
Naniwa (浪速) fue el primer buque de su clase de dos cruceros protegidos construidos para la Armada Imperial Japonesa en la década de 1880. Como Japón carecía de capacidad industrial para construir este tipo de buques, el barco fue diseñado y construido en el Reino Unido. Participó en la primera guerra sino-japonesa de 1894-1895, desempeñando un papel importante en la batalla del río Yalu y otros de menor importancia en las batallas de Port Arthur, Weihaiwei, la Campaña de los Pescadores y la invasión de Taiwán. El Naniwa desempeñó un papel menor en la guerra ruso-japonesa de 1904-1905, donde participó en la batalla de Chemulpo, ayudó brevemente a bloquear Port Arthur al principio de la guerra, contribuyó a hundir un crucero blindado ruso durante la batalla de Ulsan y participó en la culminante derrota de la Armada Imperial Rusa en la batalla de Tsushima.
Tras la guerra, el buque fue relegado a funciones auxiliares y sirvió como buque de reconocimiento y protección pesquera. El Naniwa encalló en las islas Kuriles, al norte de las islas japonesas, en 1912 y no pudo ser reflotado antes de naufragar definitivamente un mes después. Los derechos de salvamento del pecio se vendieron un año después.

## Hundimiento
Entre marzo y octubre de 1911, el crucero prestó servicio como buque de reconocimiento y protección pesquera en el Pacífico Norte. Reanudó sus tareas el 1 de abril de 1912, pero chocó contra un arrecife frente a la costa de Urup, en las islas Kuriles, en 46°30′N 150°10′E / 46.500, 150.167 el 26 de junio a las 12:00 horas. El barco se partió el 18 de julio y los restos del naufragio se eliminaron de la lista de la marina el 5 de agosto. Fue vendido como chatarra el 26 de junio de 1913.